# Afghanistan-Spange

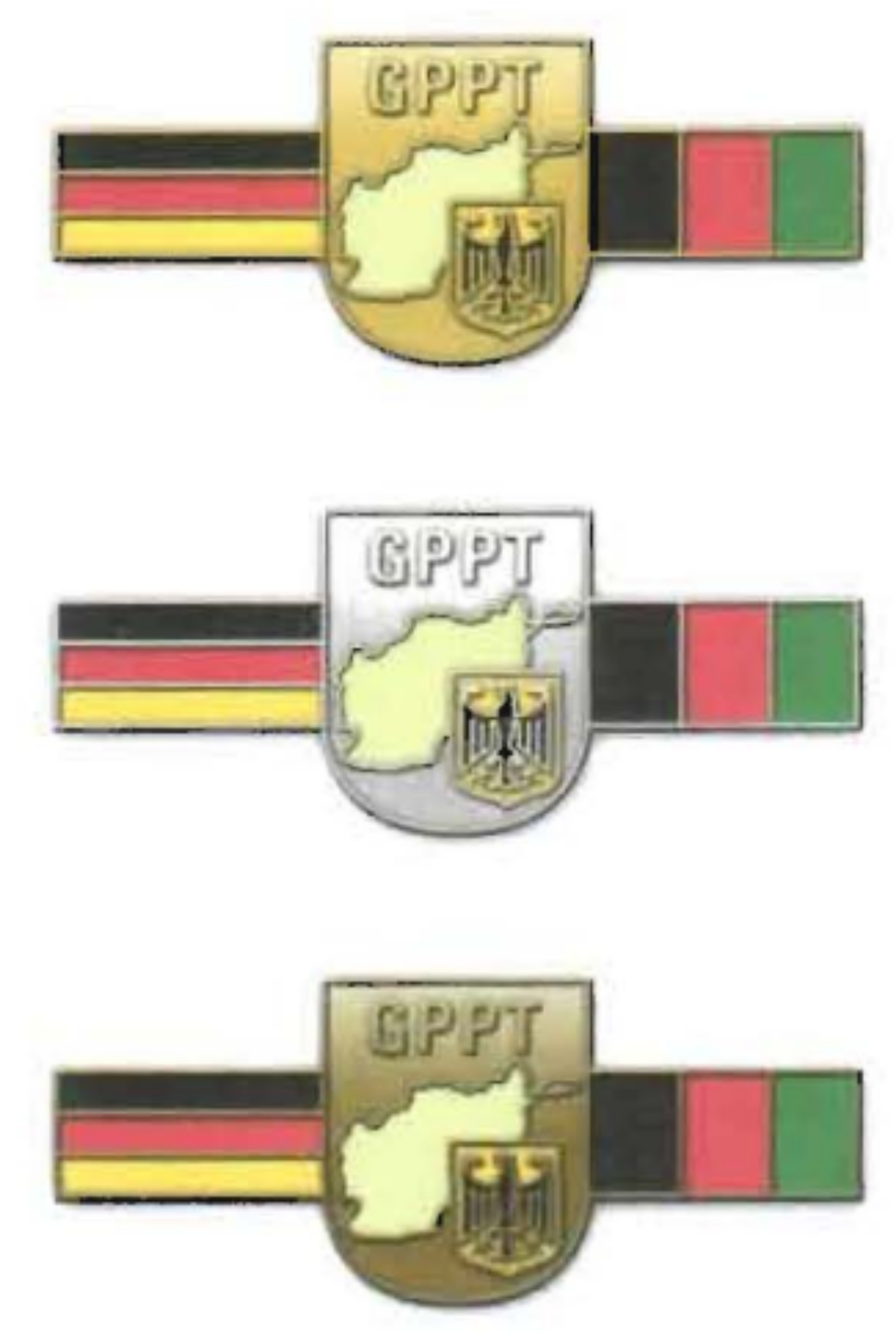
Afghanistan-Spange (gold, silber und bronze)

Bei der Afghanistan-Spange handelt es sich um ein Orden- und Ehrenzeichen des Bundesministeriums des Innern, für Bau und Heimat.

## Stiftung
Die Afghanistan-Spange wurde im Jahr 2011 auf Initiative des damaligen Bundesinnenministers, Thomas de Maizière, als eine projektspezifische Auszeichnung für das bilaterale deutsche Polizeiprojekt, das German Police Project Team (GPPT), in Afghanistan eingeführt. Seither können alle Polizisten des Bundes und der Länder nach Beendigung ihres Einsatzes im bilateralen Polizeiprojekt als Zeichen des Dankes und der Anerkennung mit der Afghanistan-Spange ausgezeichnet werden. Die Afghanistan-Spange hat eine Größe von 48 × 18 mm und enthält die Landesfarben von Deutschland und Afghanistan. Das Prägeschild mit Relief des Landes Afghanistan, dem Bundeswappen und der Inschrift GPPT ist Ausdruck des bilateralen polizeilichen Engagements in Afghanistan.

## Verleihungsstufen
Die Afghanistan-Spange wird in Abhängigkeit von der Einsatzzeit in Gold, Silber oder Bronze verliehen.
Voraussetzungen für die Auszeichnung mit der Afghanistan-Spange:
- Bronze – Einsatzzeitraum von drei bis sechs Monaten einschließlich
- Silber – Einsatzzeitraum von sieben bis vierzehn Monaten einschließlich
- Gold – Einsatzzeitraum ab fünfzehn Monaten

Mit der Afghanistan-Spange wird eine Anerkennungsurkunde ausgehändigt. Diese wird „Im Namen der Bundesrepublik Deutschland“ vergeben und durch den Bundesminister des Innern, für Bau und Heimat gezeichnet.

## Verleihung und Trageweise
Die Aushändigung der Afghanistan-Spange erfolgt in der Regel, entsprechend der Vergabepraxis anderer Mandatgeber bei Auslandseinsätzen der deutschen Polizei, wie EU, VN oder OSZE, im Rahmen einer Kontingentfeier im Missionsgebiet durch den Leiter des GPPT. Die Afghanistan-Spange wird mittig im oberen Drittel der rechten Brusttasche (auf der Platte) der Jacke des besseren Dienstanzuges getragen.